# Марі Луїза Боттіно Болдвін
Марі Луїза Боттіно Болдвін (1863-1952) - видатна особистість, адвокатка племені Гірських Черепах індіанців Чіппева та невтомна захисниця прав корінних американців. Вона увійшла в історію як перша представниця корінних народів Америки, що закінчила Вашингтонський юридичний коледж у 1914 році.
Свою професійну діяльність Марі Луїза розпочала в Бюро у справах індіанців Сполучених Штатів. Її призначення, затверджене президентом Теодором Рузвельтом у 1904 році, стосувалося посади бухгалтера у відділі освіти бюро. Крім того, Болдвін була активною членкинею впливового Товариства американських індіанців. «Її призначення [в бюро] ... було затверджено президентом Теодором Рузвельтом у 1904 році. Вона була бухгалтером у відділі освіти бюро».
Марі Луїза була онукою П'єра Боттіно та Женев'єви «Дженні» ЛаРенс (народилася 1818 року). Її батько, Джон Боттіно, також був адвокатом, який представляв інтереси нації Чіппева/Оджівей у Міннесоті та Північній Дакоті.

У 1914 році, після трирічного навчання, Марі Луїза успішно склала іспити та була прийнята до адвокатури. Згодом вона здобула вищу освіту. Її талант і відданість справі не залишилися непоміченими. Так, щоквартальний журнал американських індіанців відзначив:
«Місис Болдвін, яка є скарбницею Товариства американських індіанців, зголосилася до Військового департаменту за кордоном. Вона вільно володіє французькою мовою, як англійською, і її майстерність бухгалтера зробить її цінною для бухгалтерів».

## Спадщина
На честь Марі Боттіно Болдвін студентська організація Вашингтонського юридичного коледжу заснувала стипендію її імені, увіковічнивши пам'ять про цю видатну жінку.

## Зовнішні посилання
- Фотографія пані [Архівовано 5 березня 2016 у Wayback Machine.] Марі Л. Болдуін [Архівовано 5 березня 2016 у Wayback Machine.]